# صلیب بازار

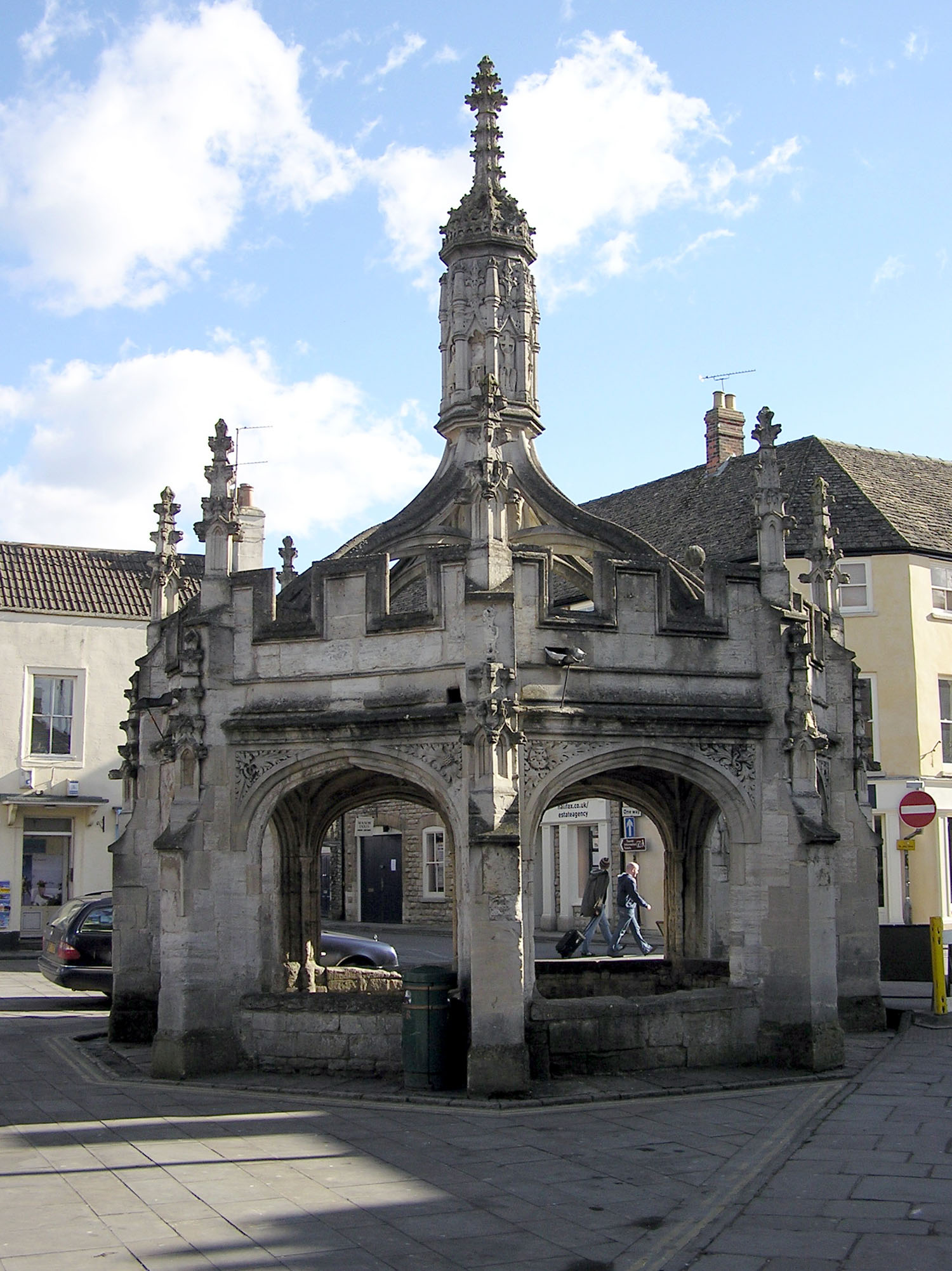
صلیب بازار در مالمزبوری

صلیب بازار (انگلیسی: Market cross مارکت کراس) یا به زبان اسکاتس مرکات کراس (mercat cross) سازه‌ای است که برای مشخص کردن میدان بازار در شهرهای بازاری استفاده می‌شد. از لحاظ تاریخی در این شهرها حق یا امتیاز برپایی کسب‌وکار دائمی را یک پادشاه، اسقف، یا بارون اهدا می‌کرد. پیشینهٔ صلیب‌های بازار به سازه‌های ایستای تک و مستقل در قرون وسطای آغازین (های کراس) می‌رسد که معمولاً با جزئیات ظریفی تراشیده می‌شدند و از قرن هفتم میلادی نمونه‌های آن در شهرهای اروپایی پیدا شد. گیبینز و کانینگهام باور داشتند که اصالت صلیب بازار به سازه‌های سنگی ایستادهٔ پیش از تاریخ (سنگ‌افراشتها) می‌رسد. یافته‌های باستان‌شناسی این نظریه را تأیید می‌کند، به‌گونه‌ای حتی که در بسیاری از موارد اولیه سنگ‌افراشته‌های کهن با تراشیده شدن صلیب یا آویختن پرچم یا سپر منقش به صلیب تبدیل به صلیب بازار شده‌اند.
جرج ویلیامز صلیب بازار را «شاهد الهی» بر تراکنش‌های مالی در بازارهای اولیهٔ جهان می‌داند.
برخی محققان نیز صلیب بازار را با نمادشناسی نرینگی و مردانگی، اقتدار الهی، یا ارتباط بین زمین و آسمان مرتبط دانسته‌اند.
صلیب‌های بازار را می‌توان در بیشتر شهرهای بازاری بریتانیا دید. مهاجران بریتانیایی چنین صلیب‌هایی را با خود به شهرهای دنیای نو بردند و نمونه‌های آن را می‌تواند در کانادا و استرالیا دید.
شکل این سازه‌ها از مارپیچ، ابلیسک، و صلیب سنگی تراشیده به ویژه در شهرهای بازاری کوچکی چون استالبریج دورست تا سازه‌های تزئین شده عظیم مانند صلیب چیشستر یا صلیب بازار مالمزبری متغیر است. برخی صلیب‌های بازار نیز از چوب ساخته شده بودند، که نمونه آن را در ویندام می‌توان دید.

## شهرهای بریتانیایی با صلیب بازار
- ابردین
- استیپل اشتون
- الفریستون
- انیک (شهر)
- آلستون، کامبریا
- امبلساید
- اشبورن، دربی‌شر
- بنبری
- برنارد کستل
- بیدیل
- بلفورد، نورث‌آمبرلند
- بورلی
- بینگهام، ناتینگهام‌شر
- بوروبریج
- بووی تریسی
- بانگی، سافک
- برنلی
- وست بدلینگتون
- باری سنت ادموندز
- بوکستون
- کارلایل، کامبریا
- کسل کومب
- چاپل-ان-له-فریث
- چدار، سامرست
- چستر

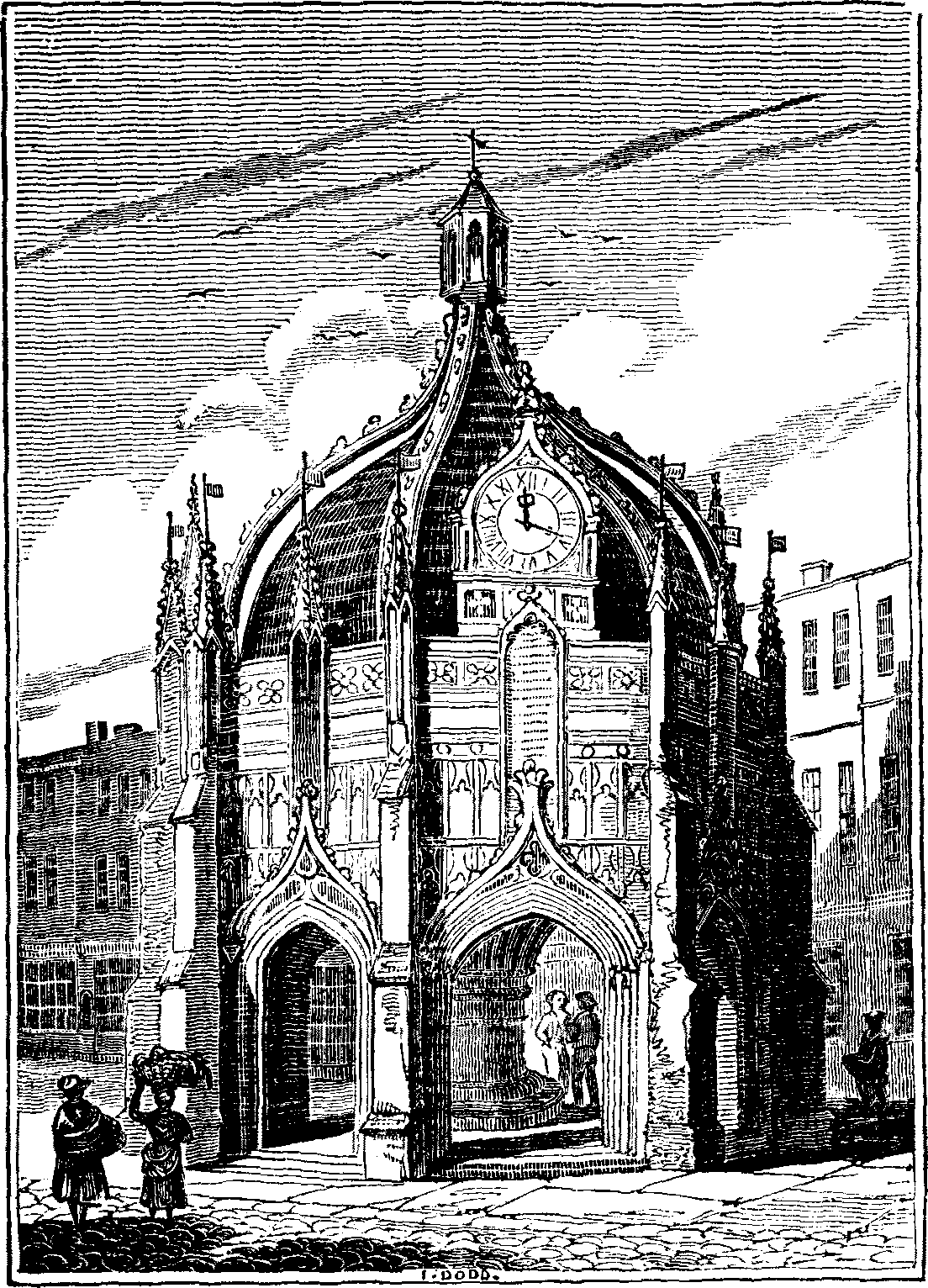
چیچستر
- چیپینگ سوبوری
- کولن، لانکاشر
- کورف (دژ)
- کریکلید
- کالراس
- دارلینگتون
- دوایزز
- دانستیبل
- ادینبرا
- ایسینگوود
- الستو
- اپوورث، لینکلن‌شر
- فروم، سامرست
- گلاسگو
- گرانتهام
- گویسبورو
- گارستنگ
- هرینگورث
- هلمسلی
- هنلی-این-آردن
- هرفورد، انگلستان
- هیگهام فررز
- هودن
- هولسوورتی، دوون
- هولت، نورفک
- هادرزفیلد
- کیلی
- کیربی-این-اشفیلد
- کیربی لانزدیل
- کربی ملزرد
- لستر
- لیتون بوزارد
- لرویک
- میدن نیوتون
- مارکت دپینگ
- مالمزبوری
- ماسام
- میبول
- میلدنهال، سافک
- میلنثورپ
- مینچینهمپتون
- نیوپورت
- نورث والشام
- نیو باکنهام
- نورثالرتون
- اوکهام
- پمبروک، پمبروکشر[۲]
- رپتون
- ریپون
- راثسی، بیوت
- سافرون والدن
- سالزبری
- سلبی
- شپ
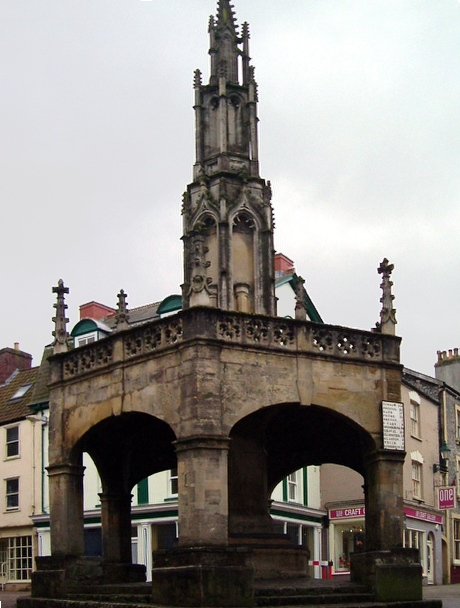
شپتون مالت
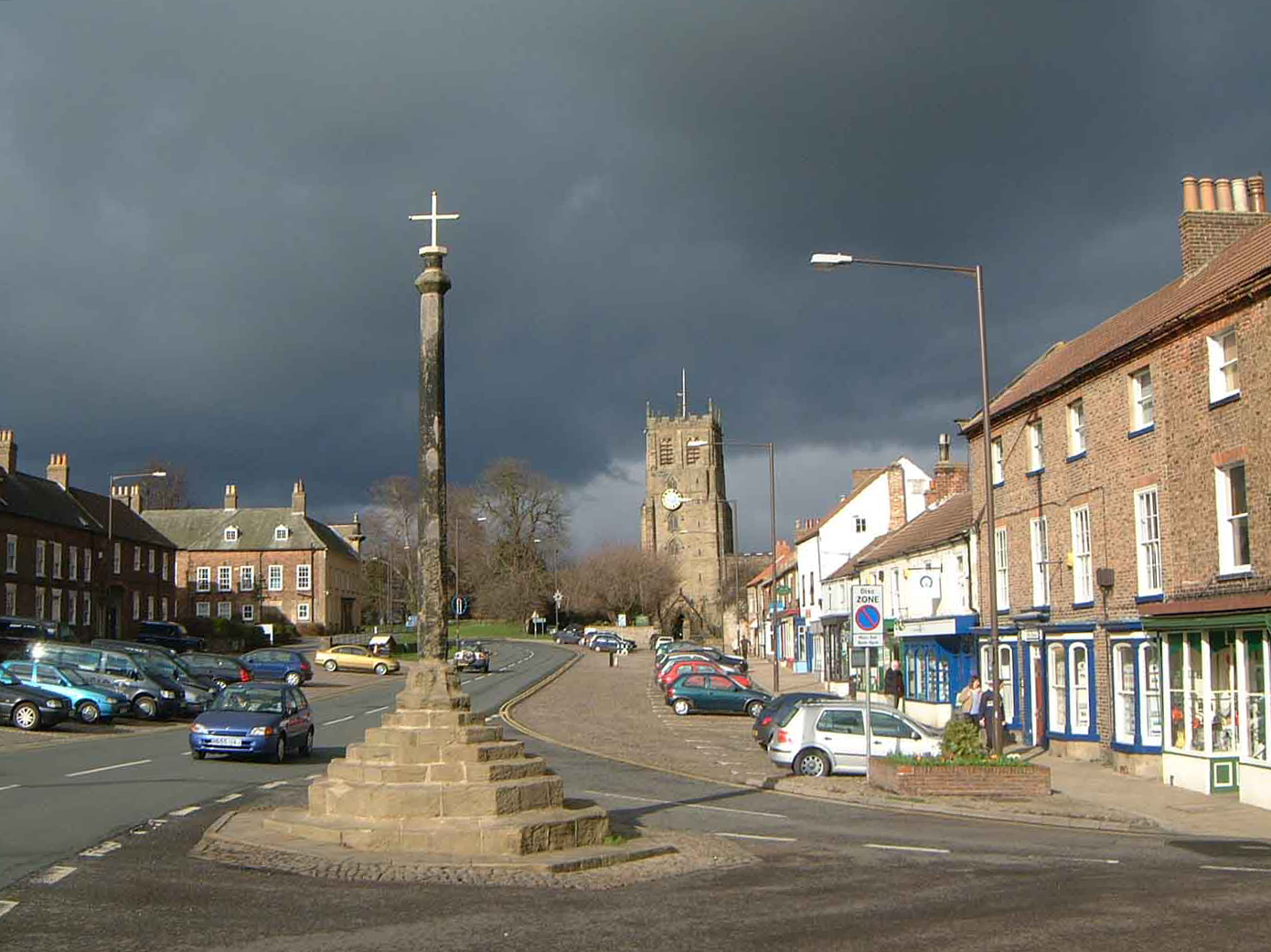
بیدیل
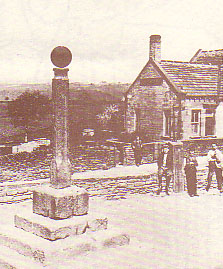
Highburton
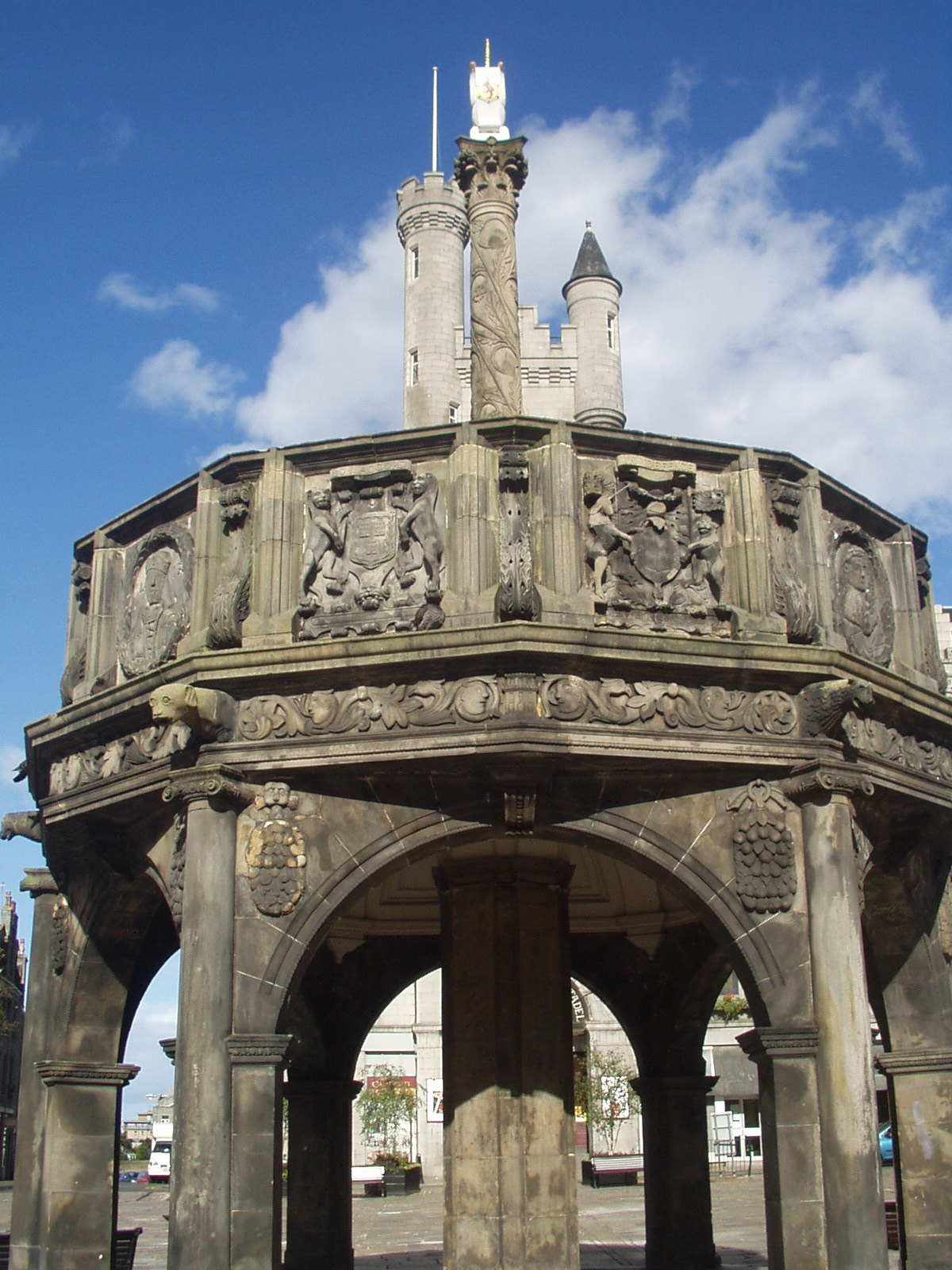
ابردین

- سامرتون
- اسپیلسبی
- سنت آلبنز
- استالبریج
- استو-آن-ده-وود
- استرتم
- استورمینستر نیوتون
- اسوافهام
- ولز، انگلستان
- ویگتاون (x2)
- وینچستر
- ویتنی
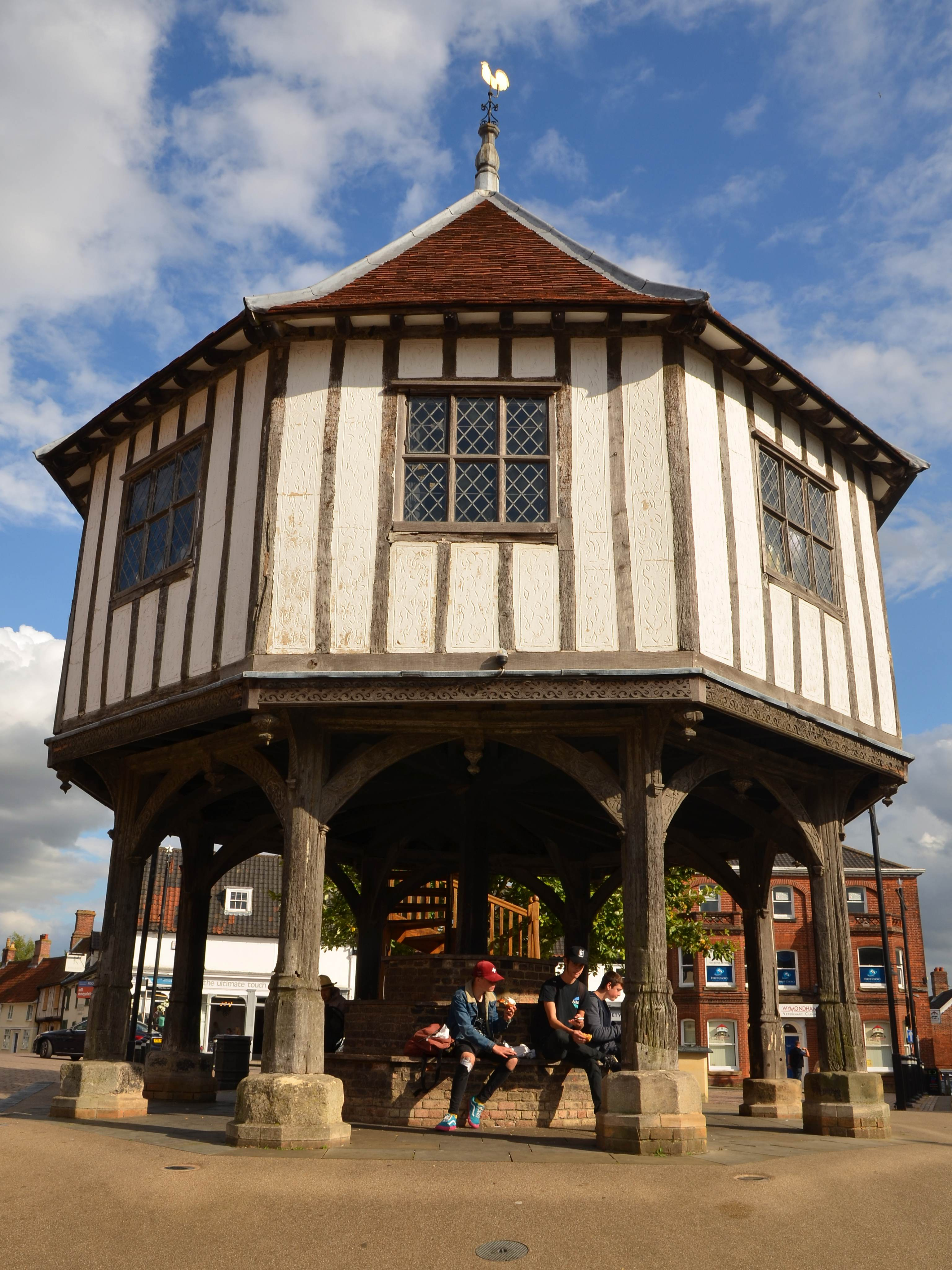
ویندام
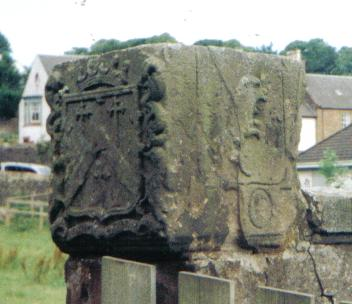
میبول
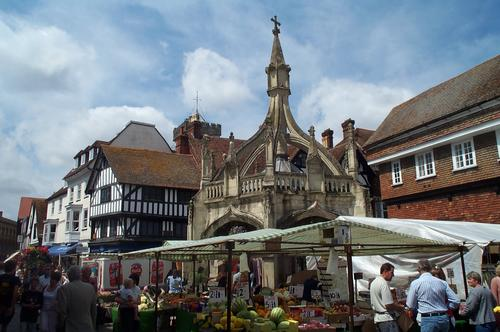
سالزبری

- چیچستر
- شپتون مالت
- بیدیل
- Highburton
- ابردین
- ویندام
- میبول
- سالزبری